# أزمة البحر الأحمر
أزمة البحر الأحمر وأطلق عليها المجلس السياسي الأعلى التابع للحوثيين معركة الفتح الموعود والجهاد المقدس وأطلق عليها الاحتلال الإسرائيلي الجبهة الجنوبية في حرب السيوف الحديدية أو جبهة الحرب بين إسرائيل وأنصار الله الحوثيين أو الحرب اليمنية الإسرائيلية هي هجمات شنَّتها القوات المسلحة اليمنية الموالية لحركة أنصار الله اليمنية على إسرائيل خلال الحرب الفلسطينية الإسرائيلية، بهدف الضغط على إسرائيل لوقف عدوانها على قطاع غزة الذي استشهد فيه أكثر من 61 ألف فلسطيني معظمهم من النساء، وصل إلى المستشفيات منهم 47,487 بينهم 17,881 ألف طفل، وبقي 14,222 تحت الأنقاض. واشتملت الهجمات على عمليات قصف لجنوب إسرائيل باستخدام الصواريخ الباليستية والجوالة والطائرات المسيرة، وأعلنت منع مرور السفن الإسرائيلية والتابعة لإسرائيلين من العبور من مضيق باب المندب والبحر الأحمر والبحر العربي وشنَّت هجمات على السفن الإسرائيلية باستخدام المسيرات البحرية والصواريخ البحرية واحتجزت سفينة واحدة على الأقل، وفي التاسع من ديسمبر/كانون الأول أعلنت منع مرور جميع السفن من جميع الجنسيات المتوجهة من وإلى الموانئ الإسرائيلية في حال عدم دخول احتياجات قطاع غزة من الدواء والغذاء، وشنَّت الولايات المتحدة الأمريكية والمملكة المتحدة سلسلة هجمات على مناطق سيطرة حركة أنصار الله في اليمن ردًا على استهداف السفن في البحر الأحمر وخليج عدن، وعلى إثر الهجمات الأمريكية والبريطانية على اليمن أعلن قائد حركة أنصار الله عبد الملك الحوثي توسيع دائرة الاستهداف لتشمل السفن الأمريكية والبريطانية.

## خلفية
حركة أنصار الله الحوثيين هي حركة إسلامية سياسية يمنيَّة تعتمد عقيدتها على المذهب الزيدي وهو أحد مذاهب الشيعة والأقرب فقهيًا إلى مذاهب السنة، تسيطر الحركة منذ 2014 على العاصمة صنعاء ومعظم محافظات شمال اليمن، وشكلت مجلس سياسي وحكومة غير معترف بها لإدارة مناطقها، وتعد طرفًا رئيسيًا في الحرب الأهليّة اليمنيّة التي تخوضها منذ عام 2014م ضد الحكومة المعترف بها دوليًا المدعومة من السعودية وضد التحالف العربي بقيادة السعودية، تتهم السعودية والحكومة المعترف بها دوليًا إيران بتمويل ودعم حركة أنصار الله الحوثيين، ترفع الحركة شعارها المعروف باسم الصرخة وهو «الله أكبر، الموت لأمريكا، الموت لإسرائيل، اللعنة على اليهود، النصر للإسلام».
عقب عملية طوفان الأقصى أعلنت حركة أنصار الله الحوثيين وحكومتها في صنعاء دعمهم الكامل للفلسطينيين وللفصائل الفلسطينية في قطاع غزة. في العاشر من أكتوبر/تشرين الأول 2023، حذّر قائد الحركة عبد الملك الحوثي الولايات المتحدة من المشاركة المباشرة في الحرب إلى جانب إسرائيل وهدد بقصف إسرائيل بالطائرات المسيّرة والصواريخ واتخاذِ إجراءاتٍ عسكرية أخرى.

### أسلحة الحركة
تمتلك القوات الموالية لحركة أنصار الله الحوثيين العديد من الأسلحة منها أسلحة الجيش اليمني حيث سيطرت الحركة على أغلب القوات بما فيها القوات الجوية ومجموعة ألوية الصواريخ، وتقول الحركة إنها تقوم بصناعة الصواريخ الباليستية والطائرات المسيرة وزوارق بحرية مسيرة هجومية وغواصات مسيرة محليًّا بينما يقول خصومها وعلى رأسهم السعودية والحكومة اليمنية المعترف بها دوليًا أن إيران تقوم بتزويد الحركة بالتقنيات والصواريخ والطائرات المسيرة.
لدى الحركة عدة صواريخ وطائرات بدون طيار قادرة على الوصول إلى إسرائيل من اليمن:
- طوفان – صاروخ أرض-أرض، يصل مداه إلى 1,800 كم.[15]
- صواريخ كروز – من عائلة سومار الإيرانية، ويبلغ مداها حوالي 2,000 كم.[15]
- صاروخ فرط صوتي – صاروخ حاطم 2  – صواريخ صنعت في اليمن بأجيال متعددة تفوق سرعتها سرعة الصوت وبمدايات تفوق 2,000 كم، وأجيال عدة.[15]
- صاروخ بالستي –  فلسطين – وهو محلي الصنع يعمل بالوقود الصلب بعيد المدى .[15]
- زورق مسير  – زورق طوفان المدمر وهو زورق مسير هجومي غير مأهول، من صناعة محلية، يمكنه حمل متفجرات بوزن كبير.[15]
- صاروخ قدس-2 – من المفترض أن يصل مداه إلى 1,350 كم، صنع لضرب إسرائيل.[16]
- صماد-3 وصماد-4 – طائرات بدون طيار هجومية يصل مداها إلى أكثر من 1,800 كم.[16]
- «وعيد» – طائرات بدون طيار تشبه الطائرة الإيرانية شاهد 136، بمدى يصل إلى 2,500 كم.[16]

## التأثير
أثرت الهجمات على السفن التي شنتها القوات الموالية لحركة أنصار الله الحوثيين في البحر الأحمر ومنعها مرور السفن المتوجهة إلى إسرائيل أو المرتبطة بها بتعطيل وصول السفن إلى ميناء إيلات الإسرائيلي ما تسبب بوقفٍ شبه كلي للميناء.
في حين قامت كبرى شركات الشحن البحري بوقف رحلات سفنها في البحر الأحمر مثل شركات ايه بي مولر ميرسك الدنماركية، إم إس سي الإيطالية، سي إم ايه - سي جي أم الفرنسية، في حين أعلنت بعض الشركات عن رسوم إضافية على البضائع التي تنقلها من وإلى الشرق الأوسط كشركة هاباغ لويد الألمانية. بينما اتخذت بعض الشركات مثل أورينت اوفرسيز كونتينر لاين، قرار بوقف التعامل مع البضائع الإسرائيلية لتتجنب الهجمات، في حين اتخذت شركة إيفرغرين التايوانية قرار وقف التعامل مع البضائع الإسرائيلية وتعليق الملاحة في البحر الأحمر.
في 4 يناير 2024م، أعلنت منصة فريتوس ارتفاع أسعار الشحن البحري بنسبة 173% منذ منتصف شهر ديسمبر/كانون الأول 2023م.
في 12 يناير 2024م، أعلنت شركة تسلا المنتجة للسيارات الكهرباء تعليق معظم عمليات الإنتاج في مصنع جيجا فاكتوري جنوب برلين في ألمانيا بسبب تأثير الهجمات على السفن في البحر الأحمر على أوقات النقل للمكونات وتسببها بفجوة في سلاسل الإمداد.
في 13 يناير 2024م بعد شن الولايات المتحدة والمملكة المتحدة هجمات على أهداف في مناطق سيطرة حركة أنصار الله في اليمن نصحت مؤسسة بيمكو، وهي مؤسسة تضم 62% من شركات الشحن البحري، بعدم مرور السفن التجارية من البحر الأحمر لفترة ثلاثة أيام. بينما أوصى الاتحاد الدولي لملّاك النّاقلات المستقلين بتجنب المرور من البحر الأحمر مؤقتًا.
في يناير 2024م كتبت سفن في خليج عدن قبل مرورها في البحر الأحمر عبارة "ليس لنا علاقة بإسرائيل" في ملف تعريفها لتتجنب الهجمات عليها خلال مرورها في البحر الأحمر.
أعلنت شركة ميرسك في فبرايرفي العام 2024م تراجع أرباح الشركة في الربع الأخير من عام 2023م بنسبة 87% مقارنة بالربع الأخير من عام 2022م.
قال معهد كايل الاقتصادي إنّ عدد السفن الواصلة إلى الموانئ الألمانية انخفض بنسبة 25% بسبب الهجمات على السفن في البحر الأحمر.

## الالتفاف على الحصار
في 5 ديسمبر 2023م أعلنت صحيفة معاريف الإسرائيلية توقيع اتفاق يمكّن من إنشاء جسر بري لنقل البضائع بين ميناء دبي وميناء حيفا لتجاوز الحصار البحري الذي تفرضه اليمن على السفن المرتبطة بإسرائيل أو المتوجهة من وإلى موانئها.
في يوم السادس عشر من ديسمبر/كانون الأول أعلنت إسرائيل نجاح التشغيل التجريبي للجسر البري الذي يربط إسرائيل بموانئ دبي مرورًا بالسعودية والأردن وإشارات إلى أن عشر شاحنات وصلت إلى إسرائيل، بينما نفت الأردن وجود جسر بري بين موانئ دبي وإسرائيل يمر من السعودية والأردن، وتبلغ المسافة بين دبي وإسرائيل 2,550 كم والتي تحتاج الشاحنات إلى 4 أيام لقطعها.

## الغارات الجوية
في فجر يوم الجمعة 12 يناير 2024م بدأت الولايات المتحدة الأمريكية والمملكة المتحدة شنَّ هجمات على مناطق سيطرة حركة أنصار الله في اليمن شملت العاصمة صنعاء ومحافظات الحديدة وتعز وصعدة والبيضاء وذمار وحجة، ماتسبب بإعلان حركة أنصار الله توسيع دائرة السفن المستهدفة لتشمل السفن الحربية والتجارية الأمريكية والبريطانية في البحر الأحمر وخليج عدن واستهدفت سفن أمريكية وبريطانية في البحر الأحمر وخليج عدن ردًّا على الهجمات.

## الأحداث

### أكتوبر 2023
في 10 أكتوبر أعلن قائد حركة أنصار الله الحوثييّن عبد الملك الحوثي استعداد الحركة لدخول الحرب باستخدام الصواريخ والطائرات المسيرة، واتخاذ خيارات عسكرية أخرى في حال تدخل الولايات المتحدة الأمريكية بشكلٍ مباشرٍ إلى جانب إسرائيل في الحرب في قطاع غزة.

ألون الأخضر مناطق سيطرة حركة أنصار الله الحوثيين في اليمن

وفي 19 أكتوبر أعلنت وزارة دفاع الولايات المتحدة اعتراض المدمرة يو إس إس كارني 3 صواريخ كروز و 8 طائرات مسيرة في شمال البحر الأحمر أطلقت من مناطق سيطرة حركة أنصار الله الحوثييّن في اليمن باتجاه إسرائيل.
وفي 31 أكتوبر أعلنت القوات المسلّحة اليمنيّة الموالية لحركة أنصار الله الحوثييّن دخول الحرب إلى جانب الفصائل الفلسطينية في قطاع غزة رسميًا، كما وأعلنت عن إطلاق دفعة كبيرة من الصواريخ الباليستية والجوالة والطائرات المسيرة باتّجاه إسرائيل.

### نوفمبر 2023
في 8 نوفمبر أعلنت القوات المسلحة اليمنية الموالية لحركة أنصار الله الحوثيين إسقاط الدفاعات الجوية طائرة أمريكية دون طيار من طراز إم كيو- 9 ريبر في أجواء مياه اليمن الإقليمية واتهمتها بالقيام بالأعمال العدائيّة والرصد؛ وبثت مشاهد لعملية إسقاط الطائرة.  شنت أيضًا عددًا من الهجمات باستخدام الصواريخ البالستية والمجنحة والطائرات المسيرة على إسرائيل، وفي يوم 14 نوفمبر هدد قائد حركة أنصار الله عبد الملك الحوثي باستهداف السفن الإسرائيلية في البحر الأحمر، وقال: «سنظفر بسفن العدو الإسرائيلي في البحر الأحمر وسننكل بهم، وفي أي مستوى تناله أيدينا لن نتردد في استهدافه».

عملية السيطرة على السفينة غالاكسي ليدر يوم 19 نوفمبر 2023.

وفي التاسع عشر من نوفمبر/تشرين الثاني أعلنت القوات المسلحة اليمنية الموالية لحركة أنصار الله احتجاز سفينة غالاكسي ليدر وعلى متنها 25 فردًا ونفذت عليها عملية إنزال جوي على ظهر السفينة باستخدام مروحية ميل مي- 17، وطالبت الولايات المتحدة حركة أنصار الله الحوثيين بالإفراج عن السفينة غالاكسي ليدر وطاقمها المحتجزين دون قيد أو شرط، وقال المتحدث باسم البيت الأبيض جون كيربي أن عملية احتجاز السفينة هي انتهاك سافر للقانون الدولي وأكد أن الولايات المتحدة بدأت بمراجعة تصنيف المنظمات الإرهابية.
وخلال شهر نوفمبر أعلنت القوات الأمريكية عن اعتراض عدد من الصواريخ والمسيرات المتوجهة نحو السفن الحربية الأمريكية في البحر الأحمر، وتعرض عدد من السفن المرتبطة بإسرائيل لهجمات بصواريخ والطائرات المسيرة. وفي 29 نوفمبر أعلنت شركة الشحن البحري الإسرائيلي زيم اتخاذ إجراء احترازي بتغيير مسار سفنها من قناة السويس في مصر لتجنب المرور في البحر الأحمر وبحر العرب.

### ديسمبر 2023
خلال شهر ديسمبر 2023 أعلنت القوات المسلحة اليمنية الموالية لحركة أنصار الله استهداف عدد من السفن المرتبطة بإسرائيل في البحر الأحمر ومضيق باب المندب باستخدام الصواريخ البحرية والطائرات المسيرة، واستمرت في إعلان قصفها لجنوب إسرائيل بالصواريخ والطائرات المسيرة، وأعلن الجيش الإسرائيلي إرسال سفن حربية وغواصة إلى منطقة البحر الأحمر، وفي 9 ديسمبر أعلنت القوات المسلحة اليمنية الموالية لحركة أنصار الله الحوثيين منع مرور جميع السفن من جميع الجنسيات المتوجهة من وإلى الموانئ الإسرائيلية بسبب: «استمرار العدو الصهيوني في ارتكابِ المجازرِ المروعةِ وحربِ الإبادةِ الجماعيةِ والحصارِ بحقِّ إخوانِنا في غزة»، وقالت أن هذه السفن ستصبح هدفًا مشروعًا: «إذا لم يدخل إلى قطاع غزة حاجته من الغذاء والدواء».

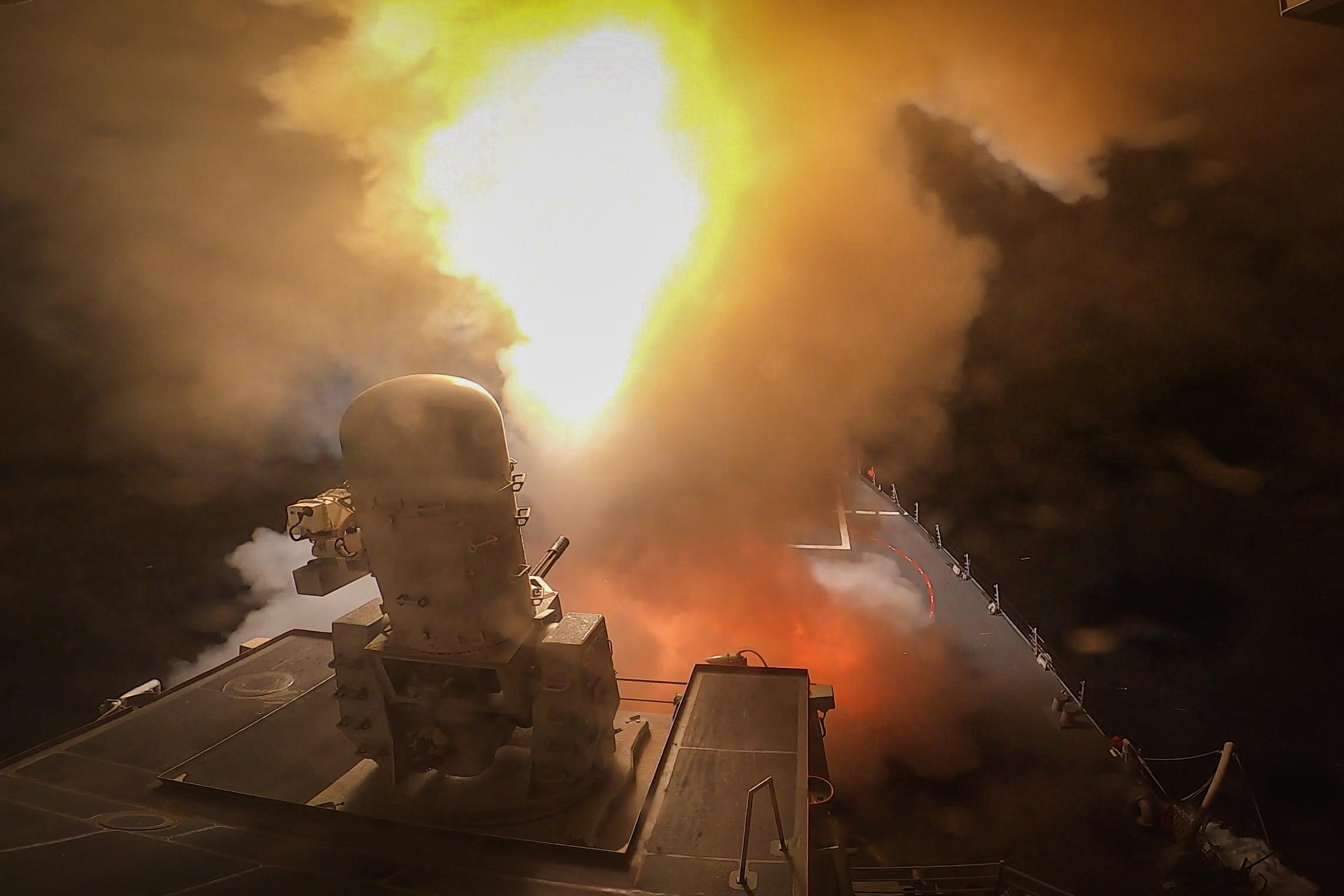
يو إس إس كارني تتصدى لصواريخ أطلقت من اليمن في شهر أكتوبر 2023.

وفي 14 ديسمبر أمر مجلس الأمن القومي الإسرائيلي بشكل عاجل الموانئ الإسرائيلية بإزالة بيانات السفن القادمة إليها ومغادرة منها من على مواقع الموانئ الإلكترونية لتجنب وقوع هجمات على السفن، وأعلنت عدد من شركات الشحن العالمية الكبرى توقف مرور سفنها في البحر الأحمر بسبب الهجمات المستمرة على السفن، وفي 14 ديسمبر قالت وزارة الدفاع الأمريكية بأنها ستتخذ جميع الإجراءات اللازمة لحماية السفن والقوات الأمريكية وأن مشكلة البحر الأحمر مشكلة دولية وليست أمريكية وتحتاج لحل دولي.
وفي 16 ديسمبر أعلن المتحدث الرسمي باسم حركة أنصار الله الحوثيين محمد عبد السلام عن بدء مفاوضات بوساطة عمانية بين حركة أنصار الله الحوثيين وأطراف دولية لم يحددها لوقف التصعيد، ويؤكد على استمرار العمليات ضد إسرائيل وأن أي استجابة للوضع الإنسانية في فلسطين وقطاع غزة لدخول الدواء والغذاء ستساهم في خفض التصعيد من جانب الحركة.
وفي 19 ديسمبر أعلن وزير الدفاع الأمريكي من البحرين عقب زيارته إلى إسرائيل عن تشكيل تحالف حارس الازدهار لحماية الملاحة البحرية في البحر الأحمر وخليج عدن من الهجمات التي تشنها القوات الموالية لحركة أنصار الله الحوثيين في اليمن، وشمل التحالف عشر دول. وفرضت وزارة الخزانة الأمريكية عقوبات على شركة صرافة وشركة شحن ورئيس جمعية الصرافين اليمنيين في مناطق سيطرة حركة أنصار الله في اليمن. وفي 20 ديسمبر هدد قائد حركة أنصار الله عبد الملك الحوثي الولايات المتحدة وقال: «أي استهداف أمريكي لبلدنا سنستهدفه، وسنجعل البوارج والمصالح والملاحة الأمريكية هدفًا لصواريخنا وطائراتنا المسيرة وعملياتنا العسكرية»، وأكد أن التهديدات الأمريكية لن تغير موقف الحركة وأن تحالف حارس الازدهار هدفه حماية إسرائيل.
وفي 31 ديسمبر أعلنت القيادة الأمريكية المركزية اشتباك طائرات مروحية أمريكية مع 4 زوارق تابعة للقوات الموالية لحركة أنصار الله الحوثيين في البحر الأحمر وأضافت أن الزوارق كانت تهاجم سفينة الشحن ميرسك هانغتشو وحاولت الصعود على السفينة وأن ثلاثة زوارق غرقت دون ناجين وانسحاب الزورق الرابع، وقالت وكالة فرانس برس إن عشرة أفراد من القوات الموالية لحركة أنصار الله الحوثيين قتلوا وفردان أصيبو بجراح في الاشتباكات مع المروحيات الأمريكية.
وأصدرت القوات المسلحة اليمنية الموالية لحركة أنصار لله الحوثيين بيانًا قالت فيه إن القوات الأمريكية اعتدت على ثلاثة زوارق تابعة للقوات البحرية خلال ممارستها عمليتها في حماية الملاحة الدولية واعتراض السفن المتجهة إلى إسرائيل، وأكدت: «استشهاد وفقدان عشرة أفراد من منتسبي القوات البحرية»، وقال رئيس مجلس الأمن القومي الأمريكي جون كيربي إن الولايات المتحدة لا تسعى إلى صراع أوسع في الشرق الأوسط وأنها «لا تسعى إلى صراع مع الحوثيين في اليمن»، وأشار إلى أن أفضل نتيجة هي أن «يتوقف الحوثيين عن هجماتهم» ضد السفن البحر الأحمر.

### يناير 2024

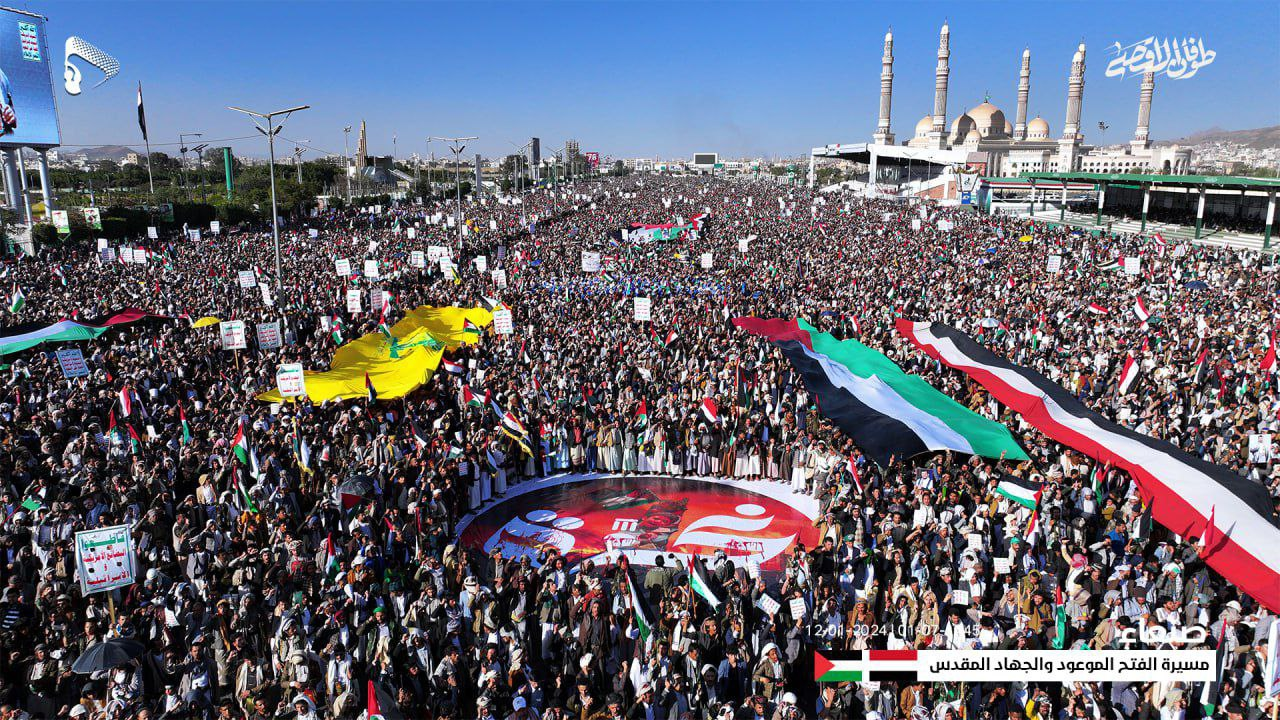
تظاهرة في صنعاء متضامنة مع فلسطين وداعمة للعمليات القوات المسلحة اليمنية الموالية لحركة أنصار الله ضد إسرائيل

استمرت القوات المسلحة اليمنية الموالية لحركة أنصار الله في استهداف السفن المرتبطة بإسرائيل في البحر الأحمر وخليج عدن وأصدر مجلس الأمن الدولي قرارًا في 10 يناير يطالب حركة أنصار الله الحوثيين بالتوقف فورًا عن شن الهجمات التي تعمل على عرقلة التجارة الدولية وتقوض الحقوق والحريات الملاحية والسلم والأمن، وطالب القرار بالإفراج عن السفينة غالاكسي ليدر وطاقمها، وأعلن صندوق النقد الدولي انخفاض حركة نقل الحاويات في البحر الأحمر خلال عام واحد بنسبة 30% بسبب الهجمات المنطلقة من اليمن على السفن المرتبطة بإسرائيل في البحر الأحمر.
وقال قائد الأسطول الخامس الأمريكي تشارلز برادفورد كوبر إنه لم يسبق لأحد أن المستهدف السفن التجارية أو سفن البحرية الأمريكية باستخدام الصواريخ الباليستية وأكد أن القوات الأمريكية لديها من 9 ثوان إلى 15 ثانية لاتخاذ قرار إسقاط الصواريخ والمسيرات المطلقة من اليمن وأشار إلى أن الصواريخ والمسيرات المطلقة من اليمن يمكنها أصابت أهدافها خلال 75 ثانية من إطلاقها.

النقاط الحمراء: مناطق الغارات، المناطق الخضراء: مناطق سيطرة حركة أنصار الله

وفي يوم 12 يناير شنت قوات الولايات المتحدة الأمريكية والمملكة المتحدة هجمات على مناطق سيطرة حركة أنصار الله في اليمن شملت العاصمة صنعاء ومحافظات الحديدة وتعز وصعدة والبيضاء وذمار وحجة واستمرت هجمات القوات البريطانية والأمريكية على اليمن، ماتسبب بإعلان حركة أنصار الله توسيع دائرة السفن المستهدفة لتشمل السفن الحربية والتجارية الأمريكية في البحر الأحمر وخليج عدن واستهدفت سفن أمريكية وبريطانية في البحر الأحمر وخليج عدن ردًا على الهجمات.
وفي 17 يناير أعلنت الولايات المتحدة تصنيف حركة أنصار الله منظمة إرهابية وحددت يوم 16 فبراير 2024 موعدًا لتنفيذ القرار، لكن حركة أنصار الله أكدت أن قرار تصنيفها لن يغير من موقفها المساند للشعب الفلسطيني.
وفي يوم 24 فبراير أعلنت القوات المسلحة اليمنية الموالية لحركة أنصار الله اشتباكها لمدة ساعتين مع المدمرات الأمريكية في البحر الأحمر وأكدت إصابة سفينة حربية أمريكية بصاروخ خلال الاشتباك وانسحاب السفن الأمريكية الحربية والتجارية.

وفي 26 يناير أدانت روسيا الهجمات التي شنتها الولايات المتحدة والمملكة المتحدة على اليمن وأشارت إلى أن الهجمات تشكل فعلًا عدوانيًا بسبب مخالفتها للمادة 2 (4) من ميثاق الأمم المتحدة وذكرت أن الهجمات يجنب أن تصنف على كونها استخدام غير قانوني للقوة واعتبرت التصعيد في الشرق الوسط هو نتيجة «المجزرة في غزة» وأن الولايات المتحدة والمملكة المتحدة لا يسعيان «لوقف سفك دماء الفلسطينيين».

طائرة أمريكية تستعد للإقلاع لقصف أهداف في اليمن - 22 يناير 2024

وقال مبعوث الولايات المتحدة الخاص لليمن تيموثي ليندر كينغ أن على حركة أنصار الله أن تدرك أنه لا يمكن تحقيق السلام بينما تهدد اقتصاد العالم، واعتبر الهجمات التي تشنها القوات المسلحة اليمنية الموالية لحركة أنصار الله على السفن في البحر الأحمر بأنها تعقد «جهود نقل الإمدادات إلى قطاع غزة».
وفي 22 يناير أعلنت القيادة المركزية للقوات الأمريكية تنفيذ القوات الأمريكية بمشاركة القوات الجوية للمملكة المتحدة بدعم من كندا وأستراليا وهولندا والبحرين ضربات جوية على 8 أهداف لحركة أنصار الله في اليمن تستخدم لمهاجمة السفن التجارية والسفن البحرية الأمريكية في البحر الأحمر وباب المندب وخليج عدن وأضافت أن الأهداف تشمل منشآت تخزين وأنظمة دفاع جوية ومنشآت رادار وأنظمة صواريخ وقاذفات وأكدت أن الهجمات تهدف إلى إضعاف قدرات حركة أنصار الله الحوثيين على شن هجمات على الممرات البحرية والسفن الأمريكية والبريطانية وأشارت إلى أن هذه العملية منفصلة عن عمليات تحالف حارس الازدهار.

### فبراير 2024
خلال شهر فبراير 2024م استمرت القوات المسلحة اليمنية الموالية لحركة أنصار الله في منع واستهداف السفن المرتبطة بإسرائيل والسفن الأمريكية والبريطانية، واستهدفت 13 سفينة في خليج عدن والبحر الأحمر، واستمرت القوات الأمريكية والبريطانية بشن هجمات على مناطق سيطرة أنصار الله في اليمن،  فيما دخل قرار الولايات المتحدة بتصنيف حركة أنصار الله كمنظمة إرهابية حيز التنفيذ في يوم 16 فبراير. اعتبر رئيس وزراء ماليزيا أنور إبراهيم أن مشكلة الهجمات على السفن في البحر الأحمر «لم تبدأ مع الحوثيين بل مع العدوان على غزة ويجب وقف العدوان لتتوقف أشكال التصعيد».

مدمرة أمريكية تشارك في قصف أهداف في اليمن يوم 3 فبراير 2024

في 8 يناير قال المتحدث الرسمي باسم حركة أنصار الله محمد عبد السلام أن العمليات في البحر الأحمر منفصلة عن مسار السلام في اليمن وأشار إلى أن الدول الغربية تلمح بتهديد مسار السلام للضغط على موقف الحركة المساند للشعب الفلسطيني، وأكد استمرار منع السفن المرتبطة بإسرائيل من المرور من البحر الأحمر إلى أن يتوقف العدوان الإسرائيلي على قطاع غزة ورفع الحصار عنه ودخول المساعدات إلى كامل مناطق القطاع، وأكد وجود محادثات مع الأطراف الدولية عبر سلطنة عمان وأن الحركة متمسكة بموقفه المعلن بمساندة الشعب الفلسطيني، وشيعت القوات المسلحة اليمنية الموالية لحركة أنصار الله يوم 10 فبراير 17 ضابط لم تحدد مكان ووقت مقتلهم. وفي 13 فبراير قالت وزارة الخارجية في حكومة صنعاء غير المعترف بها دوليًا، أنها ستصعد بشكل كبير ضد إسرائيل ردًا على اعتداءاتها على رفح الفلسطينية، وأشارت إلى أن تصعيدها سينقل «المشهد العسكري إلى مستويات أعلى وأكثر إيلامًا لتل أبيب». 

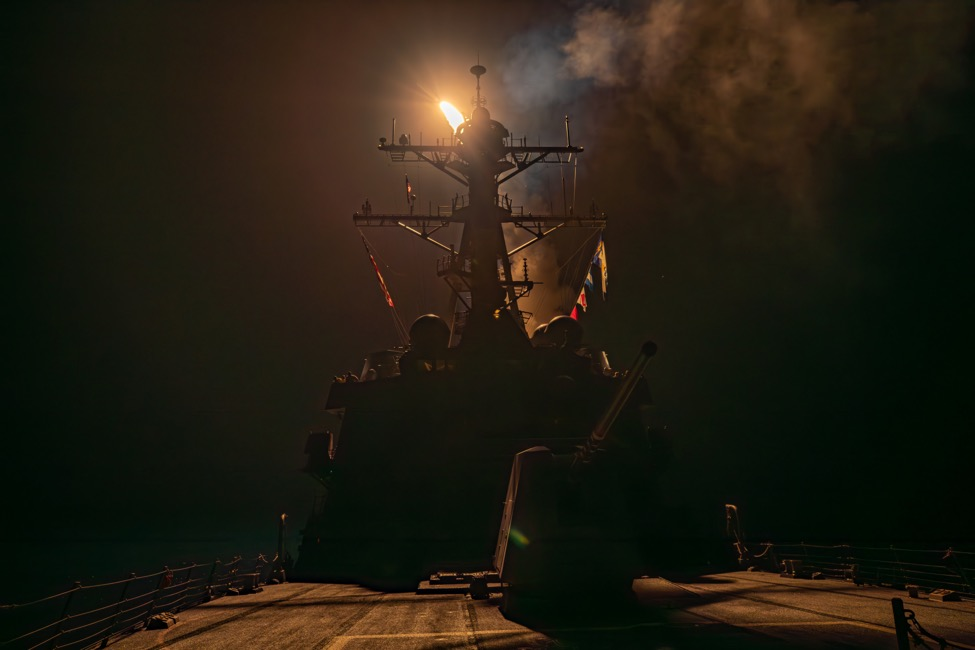
سفينة حربية أمريكية تطلق صاروخا على أهداف في اليمن

أعلن وزير الإعلام في حكومة صنعاء غير المعترف بها دوليًا ضيف الله الشامي يوم 14 فبراير قيام القوات البحرية اليمنية الموالية لحركة أنصار الله بتنفيذ 34 عملية استهدفت 14 سفينة أمريكية و3 سفن بريطانية و17 سفينة إسرائيلية، وأشار إلى إجمالي الغارات والصواريخ التي شنتها القوات الأمريكية والبريطانية على اليمن، بلغ 403 هجومًا.
وفي 14 فبراير أكدت روسيا أن الضربات الغربية على اليمن تنتهك القانون الدولي، وأشار نائب مندوب روسيا في الأمم المتحدة دميتري بوليانسكي إلى أن الحق الدفاع على النفس لا ينطبق على حماية الشحن البحري ولا يمكن استخدامه لضمان حرية الملاحة، وقال مندوب جمهورية الصين الشعبية تشانغ جون: إن مجلس الأمن لم يعط الحق لأي دولة لاستخدام القوة ضد اليمن، وأكد على عدم جواز استخدام القوات الدولي وإساءة استخدام قرارات مجلس الأمن الدولي لخلق مزيد من توترات في البحر الأحمر.
في 19 فبراير صعدت القوات المسلحة اليمنية الموالية لحركة أنصار الله من عمليتها، وأعلنت أنها استهدفت في خليج عدن سفينتي أمريكيتين وأعلنت عن غرق سفينة بريطانية إثر الهجوم، وإسقاط طائرة إم كيو- 9 دون طيار أمريكية في أجواء محافظة الحديدة اليمنية، وأصدر رئيس المجلس السياسي الأعلى مهدي المشاط قرار جمهوري يصنف الولايات المتحدة والمملكة المتحدة كدول معادية لليمن، وأعلن الاتحاد الأوروبي إطلاق عملية أسبيدس للمشاركة في تصد للهجمات التي تشنها القوات اليمنية الموالية لأنصار الله على السفن في البحر الأحمر.
وفي 22 فبراير، أعلنت هيئة الأركان الفرنسية، أن البحرية الفرنسية دمّرت ليلًا مسيّرتين في البحر الأحمر انطلقتا من اليمن، في 25 فبراير شنت الولايات المتحدة والمملكة المتحدة غارات جوية على 18 هدفًا في مناطق سيطرة حركة أنصار الله في اليمن، وأعلنت وزارة الدفاع في حكومة صنعاء غير المعترف بها دوليًا مقتل شخص وجرح 6 أشخاص في غارة أمريكية والبريطانية على منزل بمنطقة شمير في مديرية مقبنة بمحافظة تعز، وشهد يوم 28 فبراير أول مشاركة للفرقاطة الألمانية هيسن حيث أعلن أنها تصدت لطائرة مسيرة في البحر الأحمر، وفي يوم 29 فبراير قال قائد حركة أنصار الله عبد الملك الحوثي: «إن لديهم مفاجآت لا يتوقعها الأعداء نهائيًا، وستكون مفاجئة جدًا للأعداء وفوق ما يتوقعه العدو والصديق».

### مارس 2024

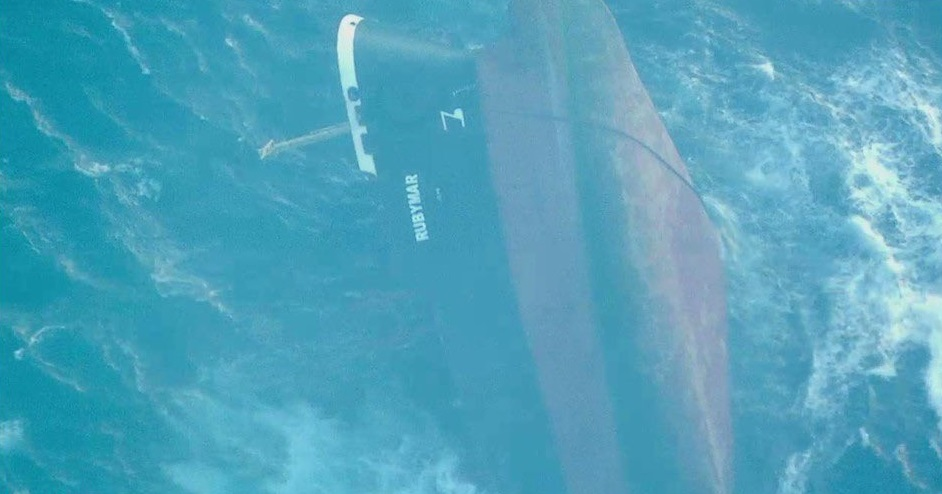
غرق السفينة البريطانية روبيمار في جنوب البحر الأحمر

خلال شهر مارس استمرت القوات المسلحة اليمنية الموالية لحركة أنصار الله  في استهداف السفن الأمريكية والإسرائيلية والبريطانية واستمرت الولايات المتحدة والمملكة المتحدة بشن غارات جوية واشهد أول مشاركة للمدمرة الإيطالية دويليو في أزمة البحر الأحمر حيث أعلن عن إسقاطها طائرة مسيرة، وعلن عن استهداف صيادين يمنيين قرب سفينة روبيمار الغارقة جنوب البحر الأحمر، وأعلن خلال شهر مارس غرق السفينة البريطانية روبيمار بعد أن استهدفت في شهر فبراير،  وأعلنت القوات المسلحة اليمنية الموالية لحركة أنصار الله يوم 4 مارس استهداف سفينة إسرائيلية في بحر العرب وسفن حربية أمريكية في بحر العرب، وشهد يوم 6 مارس سقوط قتلى وجرحى من طاقم سفينة لاول مره منذ اندلاع ازمة البحر الأحمر حيث أعلنت القوات المسلحة اليمنية الموالية لحركة أنصار الله استهداف سفينة ترو كنفيدنس الأمريكية في خليج عدن بعدد لم تحدده من الصواريخ البحرية، وأكد إصابة السفينة بشكل دقيق ومباشر وأنه تسبب في اندلاع حريق في السفينة، وأشار إلى أن استهداف السفينة جاء بعد رفض السفينة لنداءات التحذير، وطالب طواقم السفن المستهدفة بمغادرتها بسرعة بعد "الإصابة الأولى"،  وأعلنت القيادة المركزية الأمريكية إن القوات المسلحة اليمنية الموالية لحركة أنصار الله استهدفت سفينة ترو كونفيدنس بصاروخ مضاد للسفن أطلق من مناطق سيطرة حركة أنصار الله، وأكدت أن طاقم السفينة أبلغ عن مقتل 3 أشخاص وإصابة 4 أشخاص وتعرض السفينة لأضرار كبيرة إثر الهجوم، وأعلنت وزارة الهجرة الفلبينية مقتل 2 من مواطنيها في هجوم القوات المسلحة اليمنية الموالية لحركة أنصار الله على سفينة ترو كنفيدنس في خليج عدن.

### أبريل 2024
خلال شهر أبريل استمرت القوات الأمريكية والبريطانية في شن هجمات في مناطق سيطرة حركة أنصار الله في اليمن، واستمرت هجمات القوات المسلحة اليمنية الموالية لحركة أنصار الله على السفن في البحار المحيطة في اليمن، في يوم 7 أبريل أعلنت القوات المسلحة اليمنية الموالية لحركة أنصار الله تنفيذ 5 عمليات ضد سفينة بريطانية في البحر الأحمر وسفينة إسرائيلية في المحيط الهندي وسفينة إسرائيلية في البحر العربي بالإضافة إلى تنفيذ عمليتين في البحر الأحمر ضد المدمرات الأمريكية ولم تحدد عدد المدمرات المستهدفة، وفي يوم 8 أبريل قال قائد حركة أنصار الله اليمنية عبد الملك الحوثي أن القوات المسلحة اليمنية الموالية لحركة أنصار الله نفذت 34 عملية بطائرات المسيرة والصواريخ الباليستية والجوالة خلال شهر مارس 2024 استهدفت فيها أهداف إسرائيلية في أم الرشراش ، وأكد استهداف 98 سفينة وأشار إلى استمرار الجبهة اليمنية في عمليتها في البحر الأحمر وبحر العرب والمحيط الهندي.، وأشار إلى عدم وجود خطر على الملاحة الدولية غير المرتبطة بإسرائيل.

### مايو 2024
خلال شهر مايو أعلنت القوات المسلحة اليمنية الموالية لحركة أنصار الله في 3 مايو بدء تنفيذها للمرحلة الرابعة من التصعيد «باستهداف جميع السفن التي تخترق قرار منع مرور السفن إلى سرائيل والمتوجهة إلى المواني الإسرائيلية في البحر الأبيض المتوسط»، وتوعدت بحظر مرور جميع السفن المرتبطة بشركات تمتلك علاقات مع إسرائيل وتقدم لها خدمات الإمداد وتزور سفنها المواني الإسرائيلية ردًا على أي عملية عسكرية إسرائيلية على مدينة رفح، بينما أعلنت عملية أسبيدس الأوروبية في 4 مايو انضمام الفرقاطة البلجيكية لويز ماري إلى أسطولها في البحر الأحمر، للمساهمة بتصدي لهجمات القوات المسلحة اليمنية الموالية لحركة أنصار الله على السفن.، وفي يوم 6 مايو أعلنت الأجهزة الأمنية في مناطق سيطرة حركة أنصار الله في اليمن القبض على خلية جواسيس تعمل في مناطقها لصالح الولايات المتحدة وإسرائيل، وفي يوم 24 مايو أعلنت القوات المسلحة اليمنية الموالية لحركة أنصار الله استهداف السفينة الإسرائيلية إسيكس بعدد لم تحدده من الصواريخ في البحر الأبيض المتوسط، وأشارت إلى أنها استهدفت السفينة بسبب قيامها "بانتهاك قرار حظر الدخول إلى مواني فلسطين المحتلة"، وفي 30 مايو شنت القوات الجوية الأمريكية والبريطانية 6 غارات على مدينة ومحافظة صنعاء، و4 غارات على مديرية الحوك في مدينة الحديدة، وغارة على ميناء الصليف بمحافظة الحديدة، وغارة جوية في مديرية حيفان بمحافظة تعز، وفي 31 مايو أعلنت القوات المسلحة اليمنية الموالية لحركة أنصار الله استهداف قواتها البحرية والصاروخية لحاملة الطائرات الأمريكية أيزنهاور في البحر الأحمر بعدد لم تحدده من الصواريخ الجوالة والباليستية، وأشارت إلى أن حاملة الطائرات أصيبت بشكل مباشر ودقيق، وأكدت أن استهداف حاملة الطائرات جاء رد على مقتل وجرح 58 مدنيا وعسكريا في الغارات الأمريكية والبريطانية على مناطق سيطرة حركة أنصار الله في اليمن.

### يونيو 2024
خلال شهر  يونيو استمرت هجمات القوات المسلحة اليمنية الموالية لحركة أنصار الله على السفن وأعلنت القوات المسلحة اليمنية الموالية لحركة أنصار الله يوم 1 يونيو تنفيذ 6 عمليات عسكرية استهدفت فيها 5 سفن منها حاملة الطائرات الأمريكية يو إس إس دوايت أيزنهاور ومدمرة أمريكية وسفن تجارية في البحر الأحمر وبحر العرب والمحيط الهندي، ويوم 3 يونيو شيع 15 ضابطا في القوات المسلحة اليمنية الموالية لحركة أنصار الله قتلوا في الغارات الأمريكية والبريطانية على محافظة الحديدة يوم 30 مايو، وفي نفس اليوم أعلنت القوات المسلحة اليمنية الموالية للحركة عن قصف مدينة إيلات بصاروخ فلسطين الباليستي.

### نوفمبر 2024
في 8 نوفمبر دوت صافرات الإنذار في منطقة البحر الميت ومناطق النقب وديمونا وشمال إيلات، وأعلن المتحدث باسم جيش الاحتلال الإسرائيلي دانيال هاغاري اعتراض صاروخ قادم من اليمن، وتحدثت إذاعة الجيش الإسرائيلي أنه اعِتُرض بواسطة منظومة حيتس. وفي وقت لاحق أعلن المتحدث باسم القوات المسلحة اليمنية الموالية لحركة أنصار الله يحيى سريع عن استهداف قاعدة نفاطيم الجوية بصاروخ باليستي فرط صوتي «فلسطين 2»، وإسقاط طائرة إم كيو-9 ريبر الأمريكية في أجواء محافظة الجوف.
في 11 نوفمبر دوت صافرات الإنذار صباح يوم الاثنين في القدس وفي بيت شيمش، وأعلن جيش الاحتلال الإسرائيلي عن اعتراض صاروخ قادم من اليمن قبل دخوله المجال الجوي لإسرائيل، وأفادت هيثة البث الإسرائيلية عن اندلاع حرائق غرب القدس إثر سقوط شظايا اعتراضية. أعلن يحيى سريع عن استهداف «قاعدة ناحل سوريك الإسرائيلية» الواقعة في جنوب شرق مدينة يافا بصاروخ «فلسطين 2»، وأضاف أن العملية «حققت إصابة دقيقة ما أدى إلى نشوب حريق في محيط الموقع المستهدف».
في 12 نوفمبر أعلن يحيى سريع عن عمليتين عسكريتين استمرت ثمان ساعات، أولهما استهداف حاملة الطائرات الأمريكية إبراهام في البحر الأحمر بعدد من الصواريخ والمسيرات، والأخرى استهدفت مدمرتين أمريكيتين، كما أعلن عن إفشال الهجوم البري الأمريكي الذي كان يحضر على اليمن. وفي وقت لاحق، أعلن البنتاغون عن اعتراض صواريخ ومسيرات أطلقوا باتجاه مدمرتين أميركيتين أثناء عبورهما مضيق باب المندب، وذكر أن الهجوم تم بواسطة 8 طائرات مسيرة، و5 صواريخ بالستية، و3 صواريخ كروز.

## السفن المستهدفة
بدأت القوات المسلحة اليمنية الموالية لحركة أنصار الله باستهداف السفن المرتبطة بإسرائيل في 19 نوفمبر 2023 في البحر الأحمر ومضيق باب المندب وخليج عدن وبحر العرب، بهدف وقف الحرب الإسرائيلية على قطاع غزة، وفي 9 ديسمبر 2023 وسعت القوات المسلحة اليمنية الموالية لحركة أنصار الله دائرة السفن المستهدفة لتشمل جميع السفن من جميع الجنسيات المتوجهة من وإلى المواني الإسرائيلية حتى يدخل إلى قطاع غزة الغذاء والدواء، وفي 12 يناير 2024 بدأت الولايات المتحدة والمملكة المتحدة شن هجمات على مناطق سيطرة حركة أنصار الله في اليمن بهدف تدمير قدرات قوات الحركة في استهداف السفن في البحر الأحمر وخليج عدن وباب المندب وبحر العرب وردا علي الهجمات أعلنت القوات المسلحة اليمنية الموالية لحركة أنصار الله بدء استهداف السفن الأمريكية والبريطانية في البحر الأحمر وخليج عدن وباب المندب وبحر العرب، في 9 مايو 2024 أعلن قائد حركة أنصار الله عبد الملك الحوثي استهداف 112 سفينة إسرائيلية وأمريكية وبريطانية منذ بداية العمليات في نوفمبر 2023.

## مواقف الدول والمنظمات

### الدول والتنظيمات العربية
- جامعة الدول العربية أدان إعلان البحرين الصادر عن القمة العربية 33 الهجمات على السفن في البحر الأحمر وبحر العرب وبحر عمان والخليج العربي، وأكد على تمسكه بحرية الملاحة الدولية وفق القانون الدولي واتفاقيات قانون البحار.[116]
- جيبوتي قال وزير خارجية جيبوتي محمود علي يوسف حول الهجمات إن القوات الموالية لحركة أنصار الله الحوثيين هاجمت «السفن من أجل نجدة الفلسطينيين وإغاثتهم، وعلينا كلنا دعم فلسطين لأن الأخ يدعم أخاه ولو بأضعف الإيمان، وجيبوتي لا تدين العمليات اليمنية لأنها واجب أخوي»، وأكد أن جيبوتي لم تدن الهجمات على السفن في البحر الأحمر ولم تعارضها واعتبرتها خطوة صحيحة.[117]
- السعودية أكد وزير خارجية المملكة العربية السعودية فيصل بن فرحان أن الهجمات التي تشنها حركة أنصار الله على السفن التجارية في البحر الأحمر مرتبطة بحرب إسرائيل على قطاع غزة وشدد على الحاجة إلى وقف إطلاق النار في قطاع غزة.[118]
- البحرين  أعلنت دعمها لضربات جوية شنتها الولايات المتحدة والمملكة المتحدة على أهداف في مناطق سيطرة حركة أنصار الله في اليمن،[67]  وانضمت إلى تحالف حارس الازدهار.[119]
- الأردن أعربت الأردن عن قلقها من التطورات في اليمن وأكدت متابعتها بقلق لتطورات الأوضاع في البحر الأحمر وانعكاساتها على الأمن الإقليمي.[120]
- مصر قال رئيس الوزراء المصري مصطفى مدبولي إن مسألة أمن وسلامة الملاحة في البحر الأحمر هي مسألة أمن قومي لمصر، وأشار إلى أن الهجمات تأثر على مصالح مصر بشكل مباشر إلا أن مصر تقدر تفسير الهجمات في سياقها وارتباطها مباشرة بحرب إسرائيل على قطاع غزة.[121]
- سلطنة عمان أدانت سلطنة عمان الهجمات التي شنتها الولايات المتحدة والمملكة المتحدة وقالت إنها لا يمكنها إلا «إن تستنكر اللجوء لهذا العمل العسكري من قبل دول صديقة، بينما تتمادى إسرائيل في قصفها وحربها الغاشمة وحصارها لقطاع غزة دون حساب أو عقاب».[122]
- سوريا أدنت سوريا الغارات الجوية التي شنتها الولايات المتحدة الأمريكية والمملكة المتحدة على اليمن واعتبرتها تمثلا "عدوان على الشعب اليمني، وتهديد للأمن والاستقرار في منطقة البحر الأحمر والملاحة فيه”، وأشارت إلى أن الغارات الأمريكية والبريطانية على اليمن تهدف إلى" حرف أنظار الرأي العام العالمي عما ترتكبه“ إسرائيل ”من جرائم حرب ضد الشعب الفلسطيني".[123]
- لبنان وزارة الخارجية اللبنانية تعرب عن قلقها البالغ بسبب التصعيد والعمليات العسكرية في البحر الأحمر والغارات الجوية التي شنتها الولايات المتحدة والمملكة المتحدة على اليمن، ودعت إلى خفض التوتر وإيقاف التصعيد والعمليات العسكرية، وإشارات إلى أن «العدوان الإسرائيلي على قطاع غزة» هو السبب الحقيقي للتصعيد في البحر الأحمر وحذرت من عدم إيقافه.[124]
- الكويت أكدت الكويت في بيان مشترك مع المملكة العربية السعودية أهمية الحفاظ على أمن واستقرار البحر الأحمر واحترام حقوق الملاحة فيه بما يتوافق مع أحكام القانون الدولي واتفاقية قانون البحار للحفاظ على مصالح جميع دول العالم، ودعا البلدان إلى ضبط النفس وتجنب تصعيد الوضع في البحر الأحمر في "ظل ما تشهده المنطقة من أحداث".[125]
- حزب الله قال الأمين العام لحزب الله اللبناني حسن نصر الله أن اليمن أصبحت جزء من المعادلات الدولية و «فضح الأمريكيين بما فعله في البحر الأحمر» وأضاف بأنا الولايات المتحدة عليها أن تفهم أنه لا تواجه حركة أنصار الله الحوثيين فقط بل إنها تواجه الملايين من اليمنيين.[126]

### الفصائل الفلسطينية
- حركة حماس رئيس المكتب السياسي لحركة حماس إسماعيل هنية يوجه تحية خاصة لليمن ويؤكد أنهم عبروا «بقوة واقتدار عن غضبهم» اتجاه إسرائيل وعن تضامنهم مع غزة وفلسطين على «طريقتهم الخاصة».[127]
- أدانت حركة الجهاد الإسلامي الفلسطينية ما سمته العدوان الأمريكي على القوات اليمنية وأكدت أن أمريكا «بعدوانها هذا تكون قد انخرطت عسكريا في الحرب إلى جانب الكيان الصهيوني وتهدف إلى معاقبة الشعب اليمني العزيز على مواقفه الشجاعة بمواجهة الحصار على غزة بفرض حصار على السفن الصهيونية».[128]

### الدول الإسلامية
- إيران أعتبرت إيقاف الحرب الإسرائيلية على غزة "سيهيئ الظروف لاستعادة الاستقرار في البحر الأحمر" وأكدت أنها تولي أمن الملاحة في البحر الأحمر أهمية كبرى.[129]
- ماليزيا أعتبر رئيس وزراء ماليزيا أنور إبراهيم أن مشكلة الهجمات على السفن في البحر الأحمر "لم تبدأ مع الحوثيين بل مع العدوان على غزة ويجب وقف العدوان ليتوقف التصعيد"[130]
- تركيا اعتبر الرئيس التركي رجب طيب أردوغان أن الهجوم الأمريكي والبريطاني على أهداف في اليمن استخدام غير متناسب للقوة، واتهم أمريكا وبريطانيا بمحاولة «تحويل البحر الأحمر إلى بحر من الدماء» وأشار إلى أنه تلقى معلومات على أن القوات المسلحة اليمنية الموالية لحركة أنصار تخوض دفاعا ناجحا ضد الولايات المتحدة والمملكة المتحدة.[131]

### آسيا
- روسيا أكدت على أن الضربات الغربية على اليمن تنتهك القانون الدولي وأشار نائب مندوب روسيا في الأمم المتحدة دميتري بوليانسكي إلى أن حق الدفاع عن النفس لا ينطبق على حماية الشحن البحري ولا يمكن استخدامه لضمان حرية الملاحة.[75]
- الصين قال مندوب جمهورية الصين الشعبية تشانغ جون إن مجلس الأمن لم يعط الحق لأي دولة لاستخدام القوة ضد اليمن، وأكد على عدم جواز استخدام القانون الدولي وإساءة استخدام قرار مجلس الأمن الدولي لخلق مزيد من توترات في البحر الأحمر.[76]
- اليابان أعلنت اليابان دعمها للولايات المتحدة والمملكة المتحدة لتأمين مرور السفن قرب شبه الجزيرة العربية.[131]
- كوريا الجنوبية أعربت عن قلقها من الهجمات "المتهورة وغير الشرعية" التي تشنها القوات الموالية لحركة أنصار الله الحوثيين في البحر الأحمر، وأكدت على أن البحر الأحمر ممر مهم للتجارة الدولية وان أي تهديدات لحرية الملاحة وفق القانون الدولي لا يمكن التسامح معها أو تبريرها.[132]

### الدول الغربية
- الولايات المتحدة قالت إنها تتعامل بمنتهى الجدية مع الهجمات التي تشنها حركة أنصار الله الحوثيين في البحر الأحمر وتؤكد على أنها ستقوم بكل ما يلزم لحماية المصالح الأمريكية وأنه ينبغي محاسبة حركة أنصار الله الحوثيين على هجماتها ضد السفن في البحر الأحمر،[133] وأعلنت الولايات المتحدة إعادة تصنيف حركة أنصار الله في كمنظمة إرهابية.[62]
- المملكة المتحدة قال رئيس الوزراء البريطاني ريشي سواناك إن على حركة أنصار الله الحوثيين في اليمن وقف هجمات قواتها على السفن في البحر الأحمر ووصفها بالمزعزعة للاستقرار وأكد على أن بريطانيا ستتخذ إجراءات دفاعية لحماية الملاحة في البحر الأحمر.[134]
- إسرائيل اعتبر الرئيس الإسرائيلي إسحاق هرتسوغ هجمات القوات المسلحة اليمنية الموالية لحركة أنصار الله الحوثيين في البحر الأحمر بأنها تجاوز للخط الأحمر في البحر الأحمر، وطالب بتشكيل تحالف دولي يدعم العمليات التي تقودها الولايات المتحدة في البحر الأحمر ضد من سماهم "القراصنة الإرهابيين الحوثيين"، وقال إن هذه العمليات تتم بتوجيهات من إيران.[135]
- الاتحاد الأوروبي أدن الهجمات الصاروخية التي تشنها القوات المسلحة اليمنية الموالية لحركة أنصار الله على السفن، واعتبرها تشكل تهديدا للملاحة الدولية والأمن البحري وأنها تمثل انتهاكا جسيما للقانون الدولي، وأشار إلى أن "تدخل الحوثيين في الحقوق والحريات الملاحية في المياه حول شبه الجزيرة العربية أمرا غير مقبول"[136]
- إيطاليا أعلنت إرسال الفرقاطة فسرجينيو فأسان إلى البحر الأحمر استجابة لمطالب ملاك السفن الإيطاليين ولحماية مصالحها في إطار عملياتها الحالية وأنها ليست جزءا من عمليات تحالف حارس الازدهار.[137]
- فرنسا أكدت وزيرة الخارجية الفرنسية كاترين كولونا خلال زيارتها لإسرائيل على عدم إمكانية بقاء هجمات حركة أنصار الله الحوثيين على إسرائيل والسفن المرتبطة بها في البحر الأحمر دون رد وان فرنسا تدرس خيارات متعددة مع شركائها للرد على الهجمات وإن من بين الخيارات دور دفاعي يمنع تكرار الهجمات.[138]
- ألمانيا اعتبرت الغارات الأمريكية والبريطانية في اليمن بأنها تهدف إلى منع المزيد من الهجمات على السفن في البحر الأحمر وأشارت إلى أن هدفها تهدئة التوتر واستعادة الاستقرار في البحر الأحمر.[139]
- بلجيكا اعتبرت الهجمات التي تشنها حركة أنصار الله تشكل "خطرا حقيقيا على استقرار المنطقة وتمثل تصعيدا لا يفيد أحدا".[131]
- إسبانيا وزارة الدفاع الإسبانية تعلن عدم مشاركتها في تحالف حارس الازدهار بقيادة الولايات المتحدة الأمريكية لحماية حرية الملاحة الدولية في جنوب البحر الأحمر وخليج عدن.[140]
- اليونان أعلن وزير دفاع اليونان انضمام بلاده لتحالف حارس الازدهار وترسل فرقاطة إلى البحر الأحمر.[141]
- الدنمارك أعلنت الدنمارك دعمها الكامل للهجمات التي تشنها الولايات المتحدة والمملكة المتحدة على مناطق سيطرة حركة أنصار الله في اليمن.[131]

### المنظمات الدولية
- الأمم المتحدة دعا الأمين العام للأمم المتحدة أنطونيو غوتيريش جميع الأطراف المعنية في أزمة البحر الأحمر إلى "عدم تصعيد الوضع بشكل أكبر من أجل السلام والاستقرار في البحر الأحمر والمنطقة".[142]
- هيومن رايتس ووتش اعتبرت منظمة هيومن رايتس ووتش أن الهجمات التي تشنها القوات الموالية لحركة أنصار الله الحوثيين ضد السفن التجارية واحتجاز طاقم سفينة بأنها "تشكل استهدافا للمدنيين والأعيان المدنية" وقالت إن تنفيذ هذه العمليات "عمدا أو بتهور تعد جريمة حرب".[143]
- مجلس الأمن إصدار قرار يطالب حركة أنصار الله الحوثيين بتوقف فورا عن شن الهجمات التي تعمل على عرقلة التجارة الدولية وتقوض الحقوق والحريات الملاحية والسلم والأمن، وطالب القرار بالإفراج عن السفينة غالاكسي ليدر وطاقمها.[59]